# سینسیناتی (آرکانزاس)
سینسیناتی (به انگلیسی: Cincinnati) یک منطقهٔ مسکونی در ایالات متحده آمریکا است که در شهرستان واشینگتن، آرکانزاس واقع شده‌است. سینسیناتی ۳۲۰٫۹۶ متر بالاتر از سطح دریا واقع شده‌است.